# Alberto de Jerusalén
Alberto de Vercelli, también conocido por su nombre secular, Alberto Avogadro, o por su cargo, Alberto de Jerusalén (Castrum Gualterii, cerca de Parma, c. 1149-San Juan de Acre, 14 de septiembre de 1214), es un santo católico, obispo de Vercelli y Patriarca de Jerusalén. Es recordado por ser el primer legislador de los carmelitas, que le veneran como santo, mientras oficialmente es, para toda la Iglesia católica, beato.

## Infancia y juventud
No es posible identificar con seguridad la ciudad de Castrum Gualterii entre las actuales Gualtieri, diócesis de Guastalla, y Gualtirolo, en la de Reggio Emilia. Parece que Alberto nació a mediados del siglo XII en una familia noble, los Avogadro, condes de Sabbionetta. Recibió una buena educación en Artes y Leyes, pero eligió la carrera eclesiástica. Sin que se pueda precisar la fecha, pero antes de 1180, entró a formar parte de los Canónigos regulares de san Agustín de la Santa Cruz de Mortara (Pavía).

## Vida en Italia
La primera fecha segura de su vida es el año 1180, en que consta que fue elegido prior de los Canónigos Regulares citados. En 1184 fue nombrado obispo de Bobbio y en 1185 trasladado a Vercelli, diócesis que gobernó durante 20 años.
Su actividad en estos 20 años es enorme, sobre todo en el terreno político, en el que, como hombre de confianza de varios papas, realizó misiones diplomáticas de gran importancia al servicio de la Santa Sede, de modo especial en la búsqueda de la paz entre la Iglesia y los gobernantes temporales: fue mediador entre Clemente III y Federico Barbarroja, siendo nombrado príncipe del Imperio por el sucesor de este, Enrique VI. A él se debe la paz de 1194 entre Milán y Pavía y la de 1199 entre Parma y Piacenza.
A la vez llevó a cabo importantes tareas en el gobierno de la diócesis de Vercelli: obtuvo la confirmación de la bula de Eugenio III colocando la Abadía de San Columbano bajo la jurisdicción del obispo de Bobbio, estableció un fondo de 100 liras de Pavía para el sostenimiento de tres maestros —un teólogo, un gramático y un escritor— en su escuela catedralicia, reorganizó el capítulo de canónigos en Biella, disponiendo la elección de su preboste y reduciendo el número de canónigos según la renta de la Iglesia.
Con el abad cisterciense Pedro de Lucedio, corrigió la regla de los Umiliati, aprobada por Inocencio III el 16 de junio de 1201. El sínodo de 1191 en Vercelli estableció la organización disciplinar de la vida religiosa de la diócesis, cuya influencia se ha mantenido durante varios siglos.

## Patriarca de Jerusalén
El 17 de febrero de 1204, Inocencio III le instó a aceptar el patriarcado de Jerusalén, para el que había sido elegido por el Capítulo del Santo Sepulcro. Le concedió el palio y le nombró su legado en el Reino de Jerusalén. Alberto llevó también allá a cabo una obra importante religiosa y política.
En 1206 Alberto ratificó el contrato matrimonial entre el rey Hugo I de Chipre y Alicia de Champaña. En el principado de Antioquía depuso al patriarca griego Simeón II, introducido por Bohemundo IV, conde de Trípoli, e intentó en vano liberar al patriarca latino Pedro de Angulema, que finalmente murió en prisión. Por consejo de Alberto los canónigos de Antioquía eligieron a Pedro de Lucedio como nuevo patriarca.
En 1211 excomulgó al rey León I de Armenia, regente del Reino armenio de Cilicia, que se había apoderado de las posesiones de los Templarios, aunque dos años más tarde León I se sometió y fue absuelto de su censura.
En Chipre, Alberto intentó reconciliar al rey Hugo I con el antiguo regente Guillermo de Montbeliard (1211) y declaró inválida la elección de Durando como arzobispo de Nicosia (1211).
El 4 de septiembre de 1210 bendijo el matrimonio de Juan de Brienne, rey de Jerusalén, y de la reina María.
Alberto residió de hecho siempre en Aco (San Juan de Acre), pues Jerusalén estaba ocupado por los sarracenos. Inocencio III le siguió encomendando encargos de gran confianza (mediador de paz en muchas ocasiones). A su prudencia y actividad atribuyó el Papa que Tierra Santa no cayese por completo en poder musulmán.
Invitado a participar en el IV Concilio de Letrán, murió el 14 de septiembre de 1214 en Acre, asesinado al parecer por el maestre del Hospital del Santo Espíritu, a quien había depuesto por su mala vida, durante las fiestas de la Exaltación de la Santa Cruz.

## Regla carmelita
Alberto escribió una norma de  vida para la Orden carmelita entre 1206 y 1214, que después adquirió rango de regla en 1247 bajo Inocencio IV. La regla estaba  dirigida al hermano B., prior del Monte Carmelo, y a los eremitas de este. Es una regla breve y un texto muy importante de la espiritualidad de la Edad Media. El patriarca codificó la tradición del monaquismo del Carmelo.
La regla, escasa en normas disciplinarias, es rica en orientar el espíritu a la oración continua y la meditación, al silencio para buscar el contacto con Dios y al recogimiento. Los carmelitas veneran a Alberto como a su primer legislador.
| Predecesor: Soffredo Errico Gaetani | Patriarca latino de Jerusalén 1204 – 1214 | Sucesor: Raúl de Merencourt |